# Phú Bình, Phú Tân (An Giang)
Phú Bình là một xã cũ thuộc huyện Phú Tân, tỉnh An Giang, Việt Nam. Sau sát nhập tỉnh, thành năm 2025 xã Phú Bình sát nhập cùng xã Bình Thạnh Đông và xã Hiệp Xương lấy tên là xã Bình Thạnh Đông.

## Địa lý
Xã Phú Bình nằm ở phía tây huyện Phú Tân, bên tả ngạn sông Hậu, có vị trí địa lý:
- Phía đông giáp xã Hiệp Xương
- Phía tây giáp huyện Châu Phú qua sông Hậu
- Phía nam giáp xã Bình Thạnh Đông
- Phía bắc giáp xã Hòa Lạc.

Xã Phú Bình có diện tích 22,79 km², dân số năm 2019 là 12.859 người, mật độ dân số đạt 564 người/km².

## Hành chính
Xã Phú Bình được chia thành 4 ấp: Bình Phú 1, Bình Phú 2, Bình Tây 1 và Bình Thành.